# Nigériai naira
A naira Nigéria hivatalos pénzneme. 1973-ban váltotta fel a fontot. (1 font = 2 naira).

## Érmék
2012 májusában bejelentették, hogy 5, 10, 20 és 50 nairás érmét vernek a közeljövőben.

## Bankjegyek
Az 1999-es sorozat bankjegyei közül a 100, 200, 500 és az 1000 nairás, a 2006-os sorozat összes bankjegyei érvényes fizetőeszközök. 2006-ban adtak ki az országban először a polymer alapú bankjegyeket. Ez a 20-as címletű volt.
2012 májusában bejelentették, hogy az 5, 10, 20, 50 nairás bankjegyeket kivonják, és helyette érméket fognak verni a közeljövőben. Új bankjegyeket is kibocsátanak 2 000-es ill. 5 000-es címletben.
2012. szeptember 12-én bejelentették, hogy többet nem nyomtattatnak polimer bankjegyeket, ugyanis az ausztrál Securency az egyetlen vállalat a világon, amely polimer bankjegyek nyomtatásával foglalkozik, ugyanis ezt egy szabadalom szerint végzi. Nigériának túl sokba kerül ezeknek a bankjegyeknek a megvétele.

### 1999-es sorozat
| névérték   | méret       | szín   | leírás                         | leírás                 | leírás       | dátumok        | dátumok           |
| névérték   | méret       | szín   | előlap                         | hátlap                 | vízjel       | első nyomtatás | kibocsátás        |
| ---------- | ----------- | ------ | ------------------------------ | ---------------------- | ------------ | -------------- | ----------------- |
| 100 naira  | 151 × 78 mm | vörös  | Obafemi Awolowo                | Zuma Rock              | "CBN", érték | 1999           | 1999. december 1. |
| 200 naira  | 151 × 78 mm | kék    | Ahmadu Bello                   | piramis                | "CBN", érték | 2000           | 2000. november 1. |
| 500 naira  | 151 × 78 mm | ibolya | Nnamdi Azikiwe                 | olajfúrók              | "CBN", érték | 2001           | 2001. április 4.  |
| 1000 naira | 151 × 78 mm | ibolya | Aliyu Mai-Bornu, Clement Isong | CBN székhelye Abujában | "CBN", érték | 2005           | 2005. október 12. |

### 2006-os sorozat
| névérték | méret       | szín   | leírás                         | leírás                 | leírás                        | dátumok        | dátumok                                   |
| névérték | méret       | szín   | előlap                         | hátlap                 | vízjel                        | első nyomtatás | kibocsátás                                |
| -------- | ----------- | ------ | ------------------------------ | ---------------------- | ----------------------------- | -------------- | ----------------------------------------- |
| 5 naira  | 130 × 72 mm | mályva | Abubakar Tafawa Balewa         | Nkpokiti táncok        | A központi bank logója, "CBN" | 2006           | 2007. február 28. és 2009. szeptember 30. |
| 10 naira | 130 × 72 mm | barna  | Alvan Ikoku                    | Fulani tejes asszonyok | A központi bank logója, "CBN" | 2006           | 2007. február 28. és 2009. szeptember 30. |
| 20 naira | 130 × 72 mm | zöld   | Murtala Mohammed               | Kwali hölgy            | A központi bank logója, "CBN" | 2006           | 2007. február 28. és 2009. szeptember 30. |
| 50 naira | 130 × 72 mm | kék    | hausza, igbo és joruba emberek | helyi halászok         | A központi bank logója, "CBN" | 2006           | 2007. február 28. és 2009. szeptember 30. |

### Emlékbankjegyek
2010. szeptember 29-én a függetlenség 50. évfordulója alkalmából 50 nairás polimer alapú bankjegyet bocsátottak ki.
2014. december 19-én bocsátották ki a 100 nairás emlékbankjegyet, a világ első QR-kóddal ellátott bankjegyét.
| névérték  | méret       | szín              | leírás                                             | leírás                                  | dátumok        | dátumok            |
| névérték  | méret       | szín              | előlap                                             | hátlap                                  | első nyomtatás | kibocsátás         |
| --------- | ----------- | ----------------- | -------------------------------------------------- | --------------------------------------- | -------------- | ------------------ |
| 100 naira | 151 x 78 mm | lila, barna, zöld | Obafemi Awolowo, a Nyugati Régió elnöke; kókuszdió | Manillák, egyszerű állatfigurák, QR-kód | 2014           | 2014. december 19. |